# Mordlust (Podcast)
Mordlust – Verbrechen und ihre Hintergründe ist ein deutschsprachiger True-Crime-Podcast mit den beiden Journalistinnen Paulina Krasa und Laura Wohlers, der seit dem 17. Juli 2018 alle zwei Wochen und seit dem 17. Januar 2024 wöchentlich erscheint.

## Geschichte
Die beiden Moderatorinnen arbeiteten bereits vor dem Beginn des Podcasts als Fernsehjournalistinnen und waren auch privat bereits befreundet. Als Fans des True-Crime-Genres hatten sie selbst viele Podcasts gehört und starteten aufgrund eines Mangels an vergleichbaren deutschsprachigen Inhalten den Mordlust-Podcast.
Von der 13. Folge bis zur 85. Folge war Mordlust drei Jahre lang ein Angebot des Content-Netzwerkes Funk von ARD und ZDF und somit Teil des öffentlich-rechtlichen Rundfunks. In der Redaktion saßen Clemens Schröder und Jella Ritzen, die im Auftrag von ZDF für Funk den Podcast mit den beiden Moderatorinnen produzierten. Durch diese Aufteilung sollten sie mehr Zeit für Recherche und andere Social-Media-Plattformen wie Instagram bekommen und werbefrei bleiben. 2021 gaben sie in Folge 85 die Trennung von Funk bekannt.
Seit der 86. Folge vom 5. Januar 2022 sprechen die beiden Werbung in den Folgen ein.
Der Podcast wurde 2023 in der Kategorie Publikumspreis Wissen mit dem Deutschen Podcastpreis ausgezeichnet.

## Inhalt

### Intro
Jede Folge beginnt mit einem kurzen musikalischen Einspieler, gefolgt von einer Vorstellung und einem Einstieg der beiden Podcasterinnen mit Geschichten aus deren Alltag oder Nachträgen zu vergangenen Folgen. In Folge 13 bis 85 wird mit der Nennung des Auftraggebers Funk fortgesetzt. Seit der 86. Folge wird stattdessen Wohlers und Krasas Firma Partner in Crime genannt.
Seit der 14. Folge wird dieses Intro um einen gleichbleibenden Text ergänzt, in dem beide Sprecherinnen einen festen Sprechanteil haben. Dort wird das Konzept des Podcasts und das Oberthema der entsprechenden Folge kurz erläutert, gefolgt von einem Hinweis zu dem Umgang der beiden mit True Crime.
Auf den verschiedenen Portalen, bei denen Mordlust verfügbar ist, gibt es außerdem immer eine Kurzbeschreibung der jeweiligen Folge, in welcher der Inhalt und die jeweiligen Fälle kurz vorgestellt werden. Darüber hinaus gibt es bei fast jeder Folge Triggerwarnungen in der Beschreibung, die eine genaue Zeitspanne beinhalten, in der bei der jeweiligen Folge Gewalttaten beschrieben werden, um den Hörern so die Möglichkeit zu geben, diese Passagen zu überspringen.

### Konzept
Die Moderatorinnen erzählen einander in jeder Folge einen wahren, deutschen Kriminalfall zu einem spezifischen Oberthema, den sie vorher recherchieren und den die jeweils andere noch nicht kennt. Als Quelle für die Fälle dienen ihnen Bücher, Dokumentationen, Artikel oder andere Podcasts.
In manchen Folgen werden auch Interviews mit den Betroffenen geführt, die in der entsprechenden Folge zitiert oder vorgespielt werden.
Nach der Vorstellung des jeweiligen Falls folgt dann eine Analyse der Tat, der Hintergründe, des Motivs des Täters und möglicher psychologischer Merkmale (AHA-Moment).
Abschließend diskutieren beide noch einmal über die vorgestellten Fälle in Bezug auf das Oberthema der entsprechenden Folge und über strafrechtliche Aspekte, wie die Verfolgung oder die Verurteilung, den Prozess und die Funktionsweise des deutschen Justizsystems.
Oft werden für den AHA-Moment oder die Diskussion Interviews mit Experten wie Psychologen oder Anwälten geführt.

### Specials
- #10 The Baby & Play Dead: Diese Folge erschien am 21. November 2018 und behandelte zwei Kriminalfälle aus England.[9]
- #21 Omicidio all'italiana: Diese Folge erschien am 8. Mai 2019 und behandelte zwei Kriminalfälle aus Italien.[10]
- Mordschwestern x Lästerlust: Diese Zusatzfolge erschien am 9. Juli 2019 in der die Moderatorinnen mit David und Robin von dem Podcast Lästerschwestern über aktuelle Fälle und gesellschaftliche Themen diskutieren.[11]
- Mordlust Trailer: Am 3. März 2021 erschien ein Trailer von Mordlust, in dem der Podcast kurz vorgestellt wird und manche Kriminalfälle kurz angespielt werden.[12]
- Xmas Xtra: Diese Folge erschien am 24. Dezember 2020 und ist neben den normalen Folgen ein extra Special, in der die Podcasterinnen Fragen der Zuschauer beantworten.[13]
- #80 United States of Crime: Diese Folge erschien am 29. September 2021 und behandelt 2 Fälle aus den USA.
- #110 Costa Concordia: Die Verneigung: Diese Folge erschien am 4. Januar 2023, beide Moderatorinnen behandeln anlässlich des 11. Jahrestages der Schiffskatastrophe den Prozess des Francesco Schettino.
- #114 Mord på dansk: Diese Folge erschien am 1. März 2023 und behandelt 2 Fälle aus Dänemark.
- #132 Verbrechen en français: Diese Folge erschien am 25. Oktober 2023 und behandelt 2 Fälle aus Frankreich.
- Mordlust in den Kaulitz Hills: Diese Folge erschien am 20. Dezember 2023. Die Zwillingsbrüder und Podcaster Bill und Tom Kaulitz sind zu Gast.

## Shows

### Liveauftritte
- Anfang 2019 hatte Mordlust eine Reihe von Liveauftritten in Köln, München, Berlin und Hamburg.

- Am 10. Juli 2019 fand die erste Live-Episode in Erlangen statt.[14]

- Im November 2021 startete die Mordlust – Partner In Crime Tour 2022 bei der Paulina und Laura mit 17 Shows in verschiedenen deutschen Städten auftraten. Die Tour begann am 23. November 2021 in Berlin und endete am 27. März 2022 in Düsseldorf.[15]

### Gastauftritte
- Am 7. Mai 2019 Vortrag bei TINCON,[14] eine Konferenz für digitale Jugendkultur.[16]

- Am 14. August 2019 Gastauftritt bei dem Podcast Skip Intro.[14]

- Im September 2019 Gastauftritt beim Medienmagazin Zibb.[14][17]

- Am 11. September 2019 Gastauftritt bei dem Radiosender Fritz.[14]

- Am 18. März 2020 Gastauftritt bei der YouTube Show World Wide Wohnzimmer.[18][14]

- Am 23. August 2020 Gastauftritt bei dem Podcast Spezial der Summer Session des Radiosenders Bremen Next.[19][14]

- Im Oktober 2020 Gastauftritt bei dem Radiosender 1LIVE.[14]

## Reichweite
Mordlust ist auf Platz eins der beliebtesten deutschen True-Crime-Podcasts und auf Platz fünf der deutschen Podcast-Charts des Streaming-Anbieters Spotify (Stand: 24. Februar 2024).
Der Podcast hat seine eigene Instagram-Seite, auf der für die knapp 338.000 Abonnenten (Stand: 24. Februar 2024) regelmäßig Beiträge zu den Folgen, Updates zu vergangenen Fällen oder Informationen zu Live- und Gastauftritten hochgeladen werden.

## Belege
1. 1 2  Mordlust – Verbrechen und ihre Hintergründe – funk. Abgerufen am 18. März 2021.
2. ↑  #1 Geburtstagsleiche & Säurefassmörder. Abgerufen am 15. März 2021.
3. 1 2  #13 Ungesühnt & XII? Abgerufen am 18. März 2021.
4. ↑  Deutscher Podcast Preis 2023. Abgerufen am 29. Oktober 2023 (deutsch).
5. ↑  #3 Klarinettenmörder & Onkel Achim. Abgerufen am 18. März 2021.
6. ↑  #14 Verpfuschtes Leben & Tyrann. Abgerufen am 18. März 2021.
7. ↑  Mordlust. Abgerufen am 18. März 2021.
8. ↑  Mehr Magenta: Interview zum Podcast „Mordlust“ | Telekom. Abgerufen am 18. März 2021.
9. ↑  #10 The Baby & Play Dead. Abgerufen am 18. März 2021.
10. ↑  #21 Omicidio all´italiana. Abgerufen am 18. März 2021.
11. ↑  Mordschwestern x Lästerlust. Abgerufen am 18. März 2021.
12. ↑  Mordlust Trailer. Abgerufen am 18. März 2021.
13. ↑  Xmas Xtra. Abgerufen am 18. März 2021.
14. 1 2 3 4 5 6 7 8 9  mordlustderpodcast: Instagram. Abgerufen am 18. März 2021.
15. ↑  MORDLUST Der Podcast - Partner In Crime. Abgerufen am 18. März 2021.
16. ↑  tincon: Instagram. Abgerufen am 18. März 2021.
17. ↑  @mordlustderpodcast Instagram post (carousel) Mordlust goes 📺⭐️ Hat es jemand von euch gesehen? #zibb #rbb #mordlust #fernsehlust #uffjeregt #uwemadel - Gramho.com. Abgerufen am 11. Juli 2021 (englisch).
18. ↑  MÖRDER oder INFLUENCER? (mit Mordlust). Abgerufen am 11. Juli 2021 (deutsch).
19. ↑  Bremen NEXT lud zur zweiten Summer Session ein - Radio Bremen. Abgerufen am 11. Juli 2021.
20. ↑  Spotify. Abgerufen am 18. März 2021.